# Arnaldo Zocchi
Arnaldo Zocchi (Firenze, 20 settembre 1862 – Roma, 17 luglio 1940) è stato uno scultore italiano.

## Biografia
Nato a Firenze nel 1862, figlio d'arte – il padre, il fiorentino Emilio (1835-1913), fu anch'egli scultore –, è autore di numerosi monumenti, tra i quali una statua equestre di Garibaldi a Bologna e una delle quattro Vittorie alate poste sul Vittoriano di Roma.
Nel campo dei monumenti funebri, è autore del monumento del giurista palermitano Simone Cuccia nel Cimitero di Santa Maria dei Rotoli a Palermo.
Opere di Zocchi, oltre che in Italia, si trovano anche in Bulgaria, Stati Uniti, Argentina ed Egitto.
Morì a settantotto anni a Roma nel 1940. Al suo nome la capitale ha dedicato una via cittadina.

## Alcune opere di Zocchi

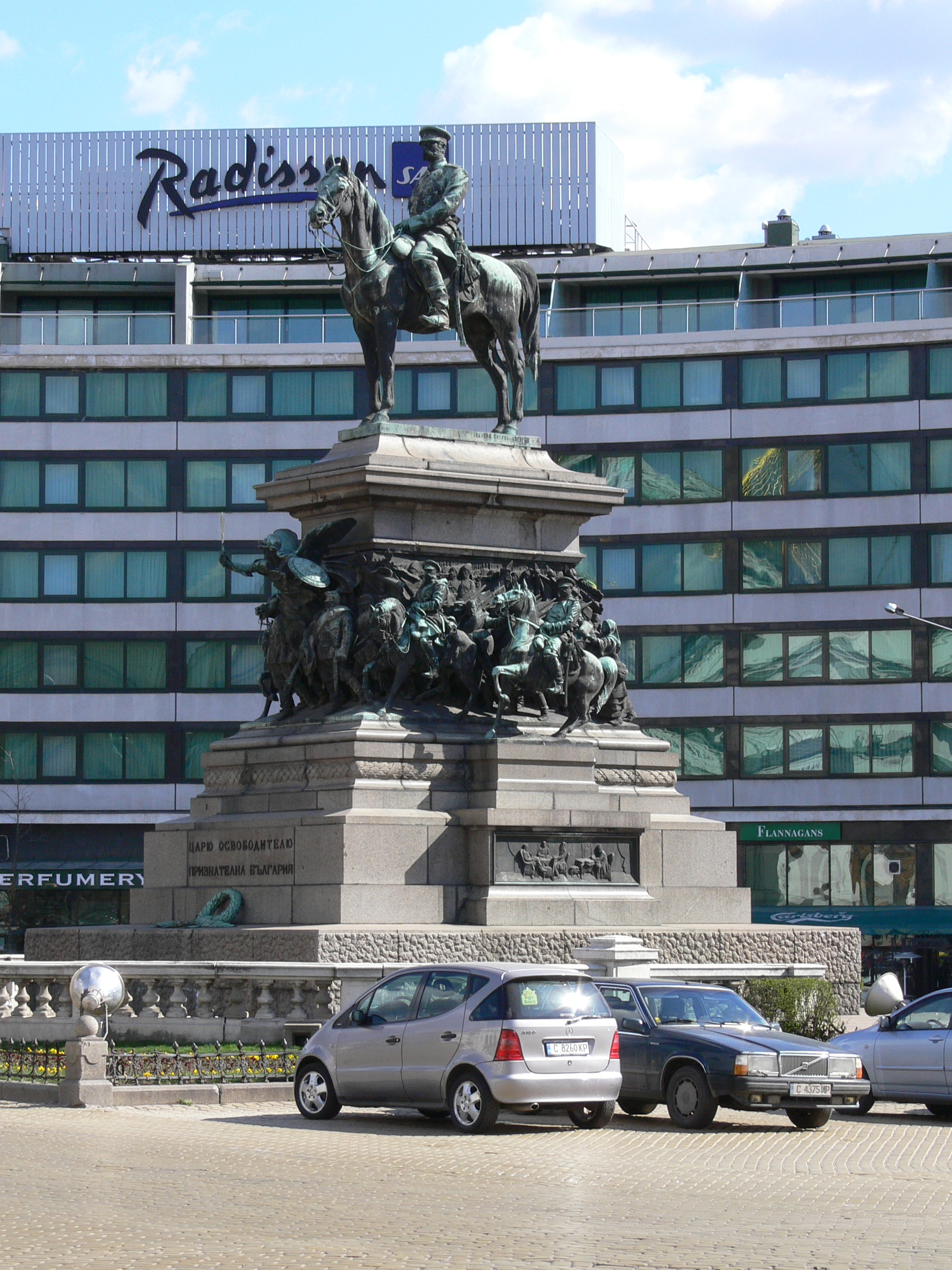
Monumento allo Zar liberatore; Sofia (Bulgaria)
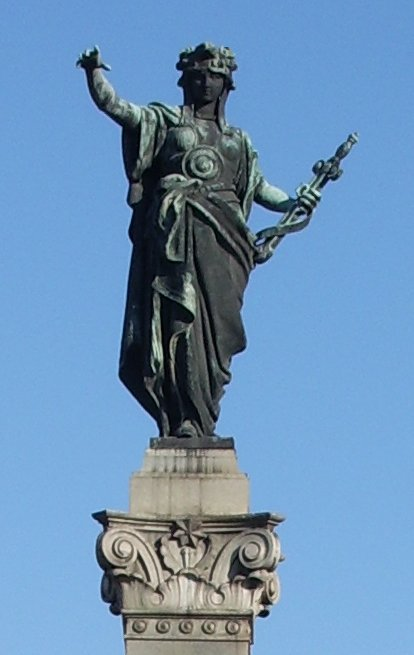
Monumento alla Libertà; Ruse (Bulgaria)
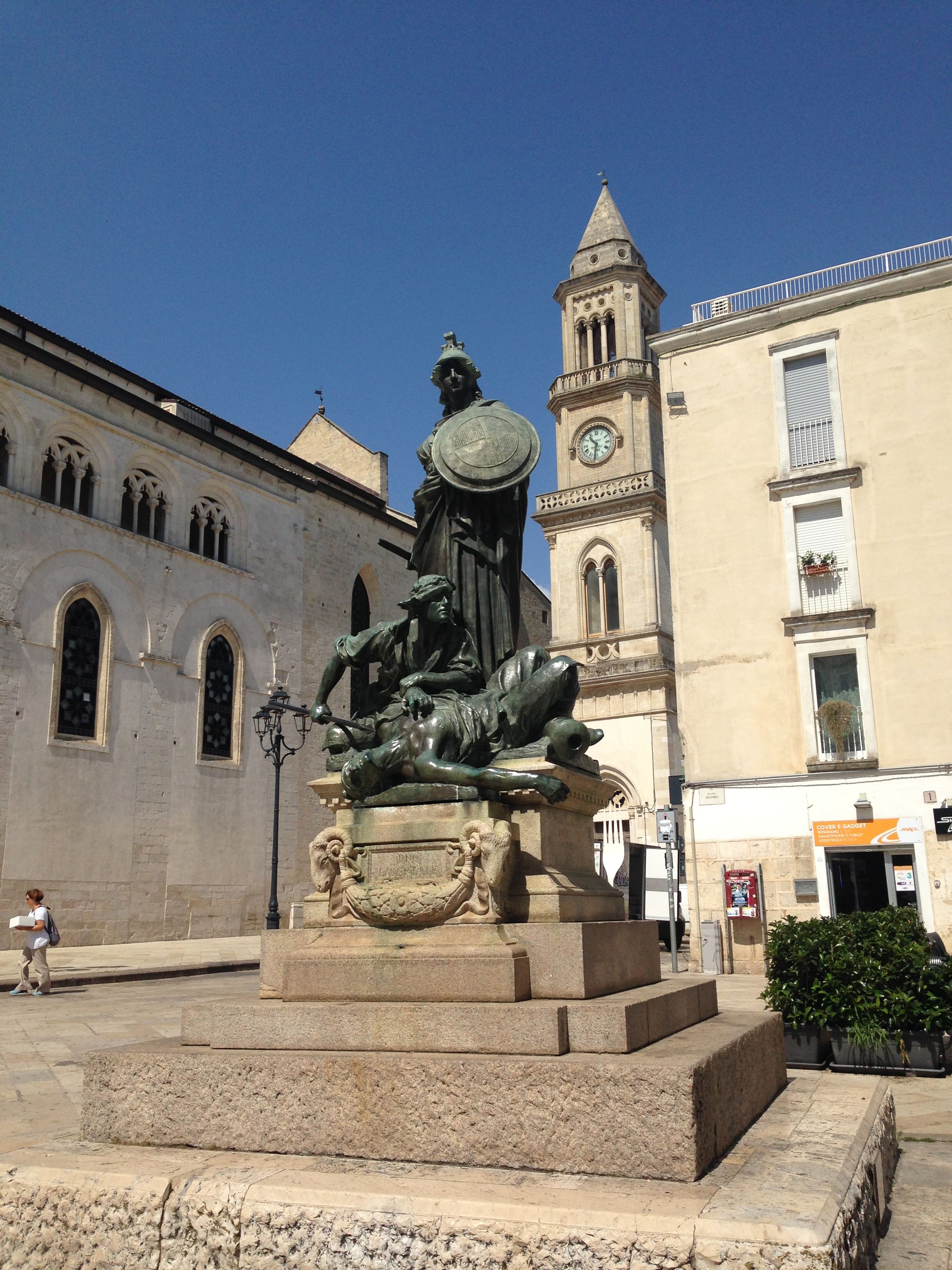
Monumento ai Martiri della Rivoluzione del 1799 (Altamura)
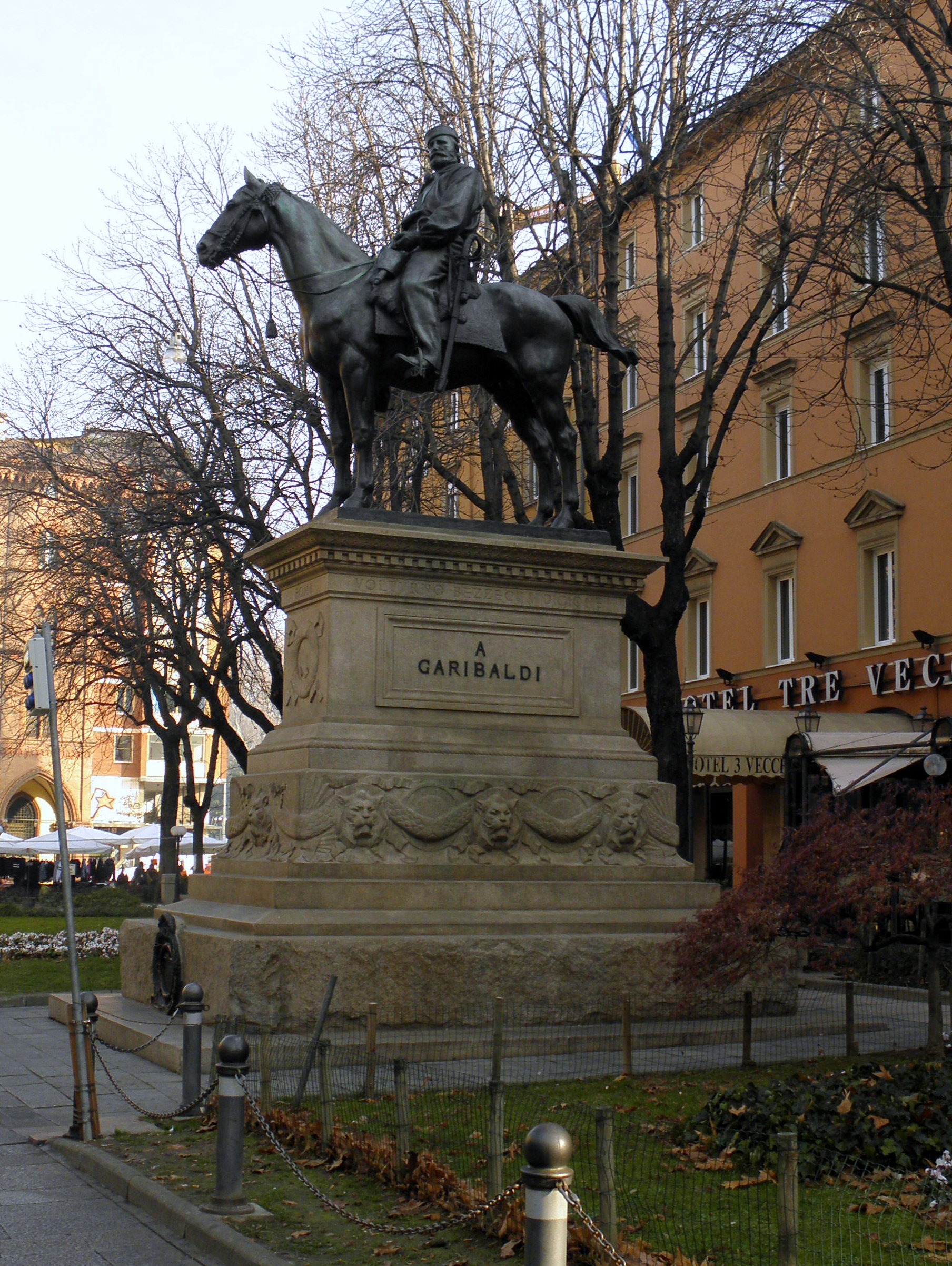
Monumento equestre a Giuseppe Garibaldi (Bologna)
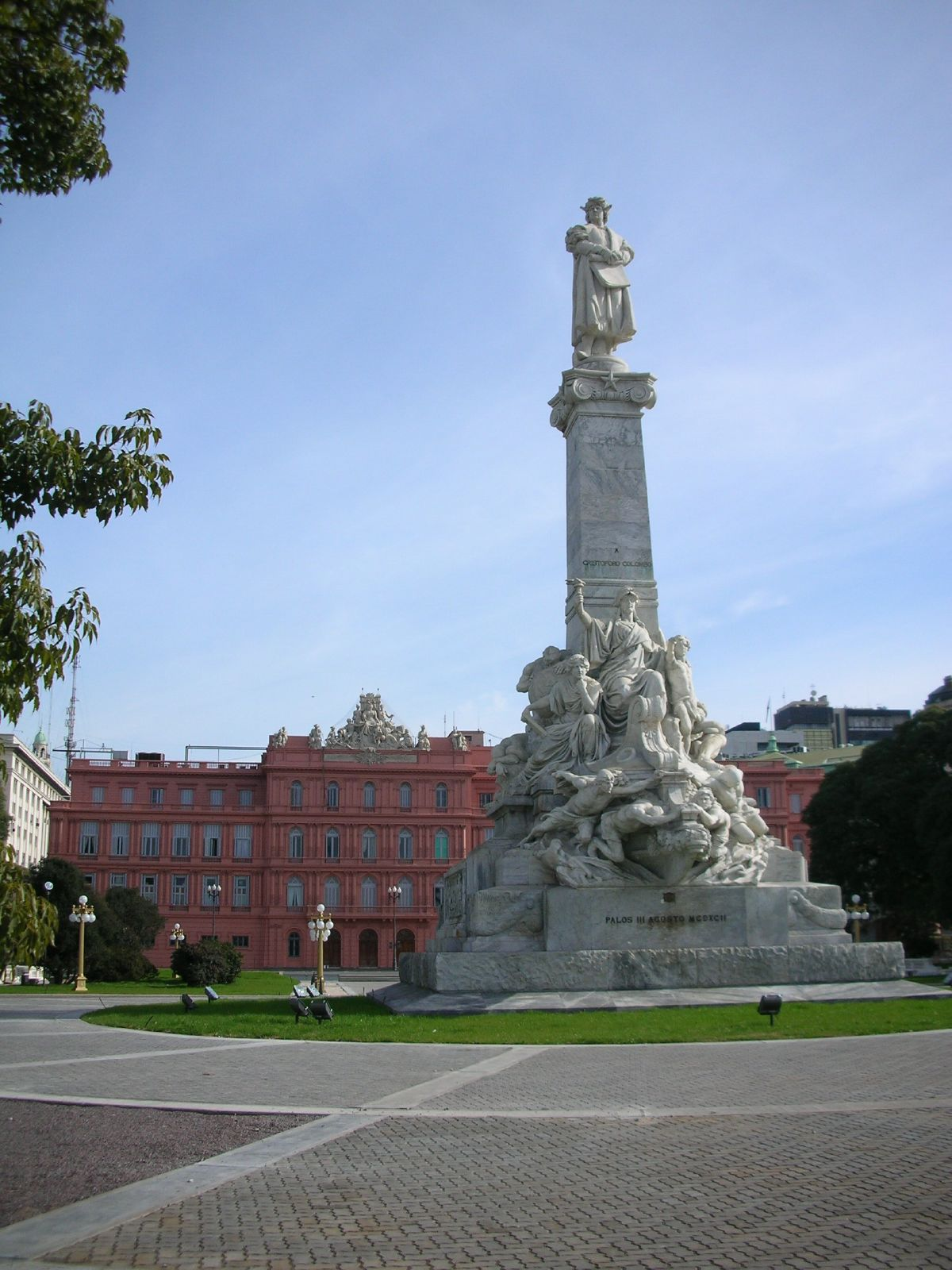
Monumento a Cristoforo Colombo; Buenos Aires
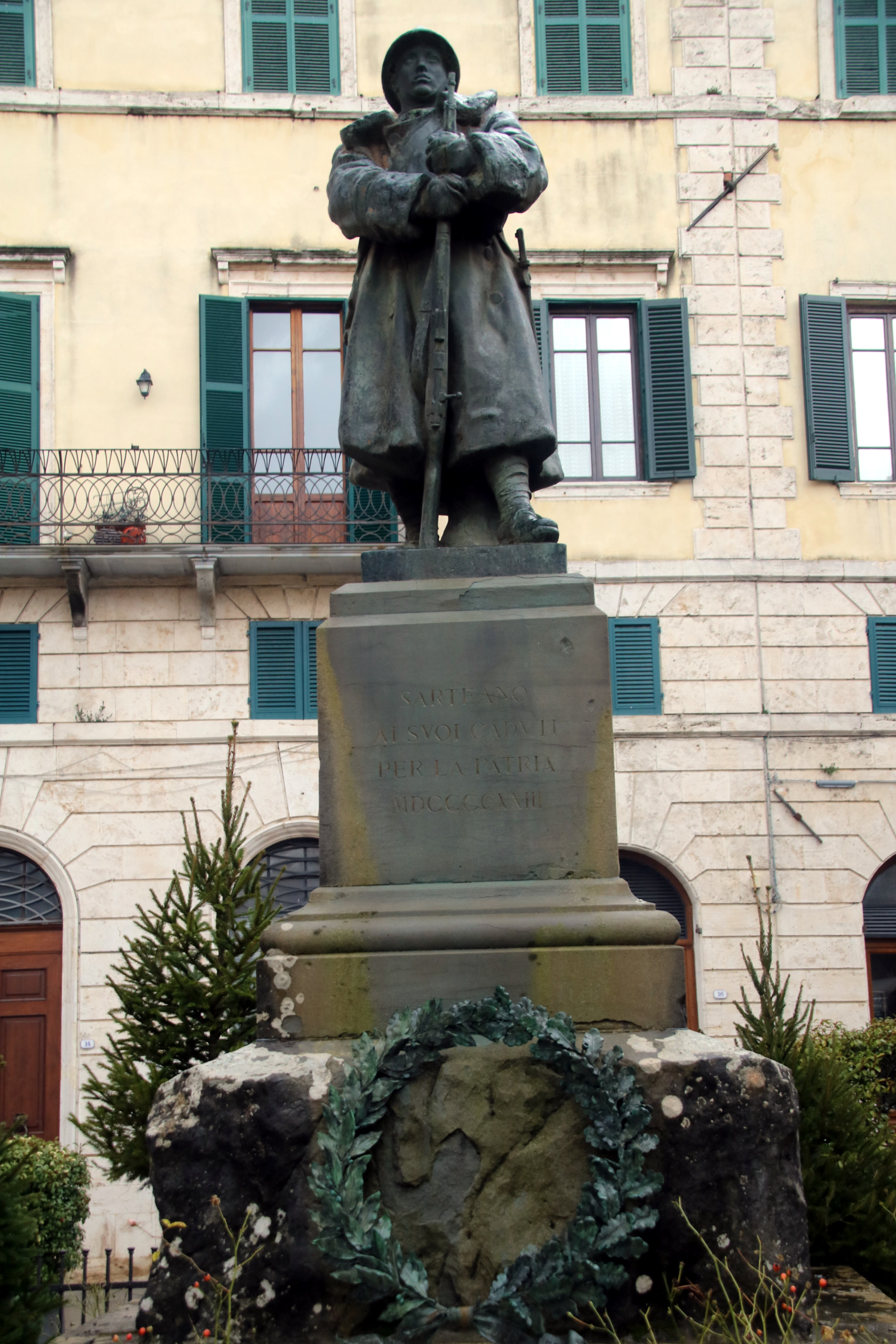
Monumento ai Caduti di Sarteano - Piazza XXIV Giugno, Sarteano

## Altre opere
- Monumento ai Caduti di Altamura nella Grande Guerra (piazza Zanardelli, Altamura)[3]